# Leavenworthia
Leavenworthia là chi thực vật có hoa trong họ Cải.